# 小港口
小港口（西班牙語：Marina）是为游艇和小船提供停泊的設施。小港口与港口的不同之处在于，小港口不停靠大型客船或货船，货船也不能在此裝卸货物。